# 铁炮缚
铁炮缚（日语：鉄砲縛り），又称苏秦背剑缚、斜背缚，是捆绑方式的一种，即将对象的一只手从肩膀上方往下拉对手臂进行捆绑，另一只手从背后往上拉并连同上身进行乳缚。因为该捆绑姿势在外观上看似背后背负着铁炮因此得名。